# Jakob Johansson
Jakob Johansson (ur. 21 czerwca 1990 w Trollhättan) – szwedzki piłkarz , który grał na pozycji pomocnika. W latach 2013–2019 występował w reprezentacji Szwecji.
Jest wychowankiem FC Trollhättan. W swojej karierze występował w takich klubach jak: AEK Ateny, Stade Rennais oraz IFK Göteborg.

## Statystyki kariery
| Sezon   | Klub         | Kraj    | Rozgrywki          | Mecze | Bramki |
| ------- | ------------ | ------- | ------------------ | ----- | ------ |
| 2007    | IFK Göteborg | Szwecja | Allsvenskan        | 9     | 0      |
| 2008    | IFK Göteborg | Szwecja | Allsvenskan        | 16    | 2      |
| 2009    | IFK Göteborg | Szwecja | Allsvenskan        | 17    | 1      |
| 2010    | IFK Göteborg | Szwecja | Allsvenskan        | 26    | 4      |
| 2011    | IFK Göteborg | Szwecja | Allsvenskan        | 19    | 2      |
| 2012    | IFK Göteborg | Szwecja | Allsvenskan        | 22    | 0      |
| 2013    | IFK Göteborg | Szwecja | Allsvenskan        | 27    | 5      |
| 2014    | IFK Göteborg | Szwecja | Allsvenskan        | 27    | 4      |
| 2014/15 | AEK Ateny    | Grecja  | Superleague Ellada | 18    | 1      |
| 2015/16 | AEK Ateny    | Grecja  | Superleague Ellada | 29    | 3      |
| 2016/17 | AEK Ateny    | Grecja  | Superleague Ellada | 28    | 0      |
| 2017/18 | AEK Ateny    | Grecja  | Superleague Ellada | 8     | 1      |

- Stan na 13 listopada 2017